# Masacre de la escuela de Beslán
La masacre de la escuela de Beslán (Террористический акт в Беслане en ruso; romanización: Terroristichesky act v Beslanie) tuvo lugar el 1 de septiembre de 2004, cuando un grupo islamista de unas 30 personas armadas irrumpió en un colegio de Beslán, en Osetia del Norte (Rusia), tomando como rehenes a 1181 personas, la mayoría niños. El operativo llevado a cabo por fuerzas de seguridad rusas el 3 de septiembre terminó con un tiroteo entre los secuestradores y las fuerzas de seguridad, que dejó un saldo de 334 muertos (186 de ellos niños) y más de 700 heridos.

## Desarrollo

### 1 de septiembre
A las 09:30, hora local (GMT+3), del 1 de septiembre de 2004 (la mañana del primer día de las clases de otoño), un grupo islamista de unas 30 personas armadas llegó en camiones GAZelle y camiones militares GAZ-66 e irrumpió en el Colegio de Enseñanza Media Número Uno de Beslán, cuyos alumnos tienen entre 7 y 18 años. La mayoría de los atacantes llevaba pasamontañas negros y unos cuantos llevaban cinturones explosivos. Tras un tiroteo con la policía en el que murieron cinco agentes, los atacantes se apoderaron del edificio, tomando como rehenes a 1181 personas, la mayoría menores. Unos cincuenta rehenes consiguieron huir en el ataque inicial. Hubo confusión sobre el número de rehenes que había en el colegio: el gobierno sostenía que había algo más de 350, pero otras fuentes elevaban ese número a 1500. Más tarde, se oyeron varios disparos provenientes del edificio, que algunos pensaron que eran para intimidar a las fuerzas de seguridad rusas. Más tarde se reveló que los atacantes habían matado a veinte hombres adultos tomados como rehenes y habían tirado sus cuerpos fuera del edificio ese mismo día.
Uno de los atacantes detonó su cinturón explosivo, al parecer por error. Nadie más resultó herido.
Se montó un cordón de seguridad alrededor del colegio, formado por policías rusos y fuerzas del ejército, Spetsnaz, incluyendo el equipo antiterrorista Alfa y miembros de la unidad OMON del Ministerstvo Vnútrennij Del (MVD, el Ministerio de Interior). Los atacantes trasladaron a los rehenes al gimnasio escolar el primer día, minaron el edificio con artefactos explosivos improvisados y los rodearon con trampas explosivas. Para impedir los intentos de rescate, amenazaron con matar a cincuenta rehenes por cada uno de sus miembros muerto por la policía, matar a veinte por cada herido y volar la escuela en caso de ataque de las fuerzas rusas. El gobierno ruso dijo al principio que no haría uso de la fuerza para rescatar a los rehenes, y tuvieron lugar negociaciones para una resolución pacífica los dos primeros días, dirigidas por Leonid Roshal, un pediatra cuya presencia habían reclamado los secuestradores. Roshal había contribuido a negociar la salida de niños en el ataque al Teatro de Moscú de 2002. Sin embargo, un testigo señaló en la corte que los negociadores rusos confundieron a Roshal con Vladímir Rushailo, un oficial de seguridad ruso.
Por petición de Rusia, tuvo lugar una reunión especial en el Consejo de Seguridad de Naciones Unidas en la tarde del 1 de septiembre, en la que los miembros del consejo pidieron la "liberación inmediata e incondicional de todos los rehenes del ataque terrorista".

### 2 de septiembre
El 2 de septiembre, las negociaciones entre Roshal y los secuestradores fracasaron, y éstos se negaron incluso a permitir la entrada de comida, agua y medicamentos para los rehenes, o a retirar los cadáveres del colegio.
Las condiciones de vida dentro del colegio empeoraron con rapidez. Muchos rehenes, especialmente los niños, se quitaron la camisa y otras prendas de vestir para aliviar el insoportable calor que hacía dentro del edificio.
Por la tarde, 11 mujeres lactantes y 15 niños pequeños fueron liberados por los secuestradores tras unas negociaciones con el expresidente ingusetio Ruslán Áushev. El periódico Los Angeles Times escribió que a algunas de las madres con varios hijos se las obligó a elegir a uno de ellos, dejando a los otros. Aproximadamente a las 15:30, se produjeron en un lapso de unos diez minutos dos explosiones que resultaron provenir de granadas disparadas por los secuestradores aparentemente con la intención de mantener a las fuerzas de seguridad lejos del edificio.

### 3 de septiembre
Por la tarde del 3 de septiembre, los secuestradores aceptaron la entrada de un equipo médico para que retiraran los cadáveres del exterior del colegio. El equipo empezó a aproximarse a la escuela, pero en unos segundos, sobre las 13:04, los secuestradores abrieron fuego y se oyeron dos fuertes explosiones. Dos trabajadores del equipo médico murieron y los demás se pusieron a cubierto. Parte del gimnasio se hundió, lo que permitió huir a un grupo de unos treinta rehenes, pero los secuestradores les dispararon; algunos de los rehenes fueron asesinados.

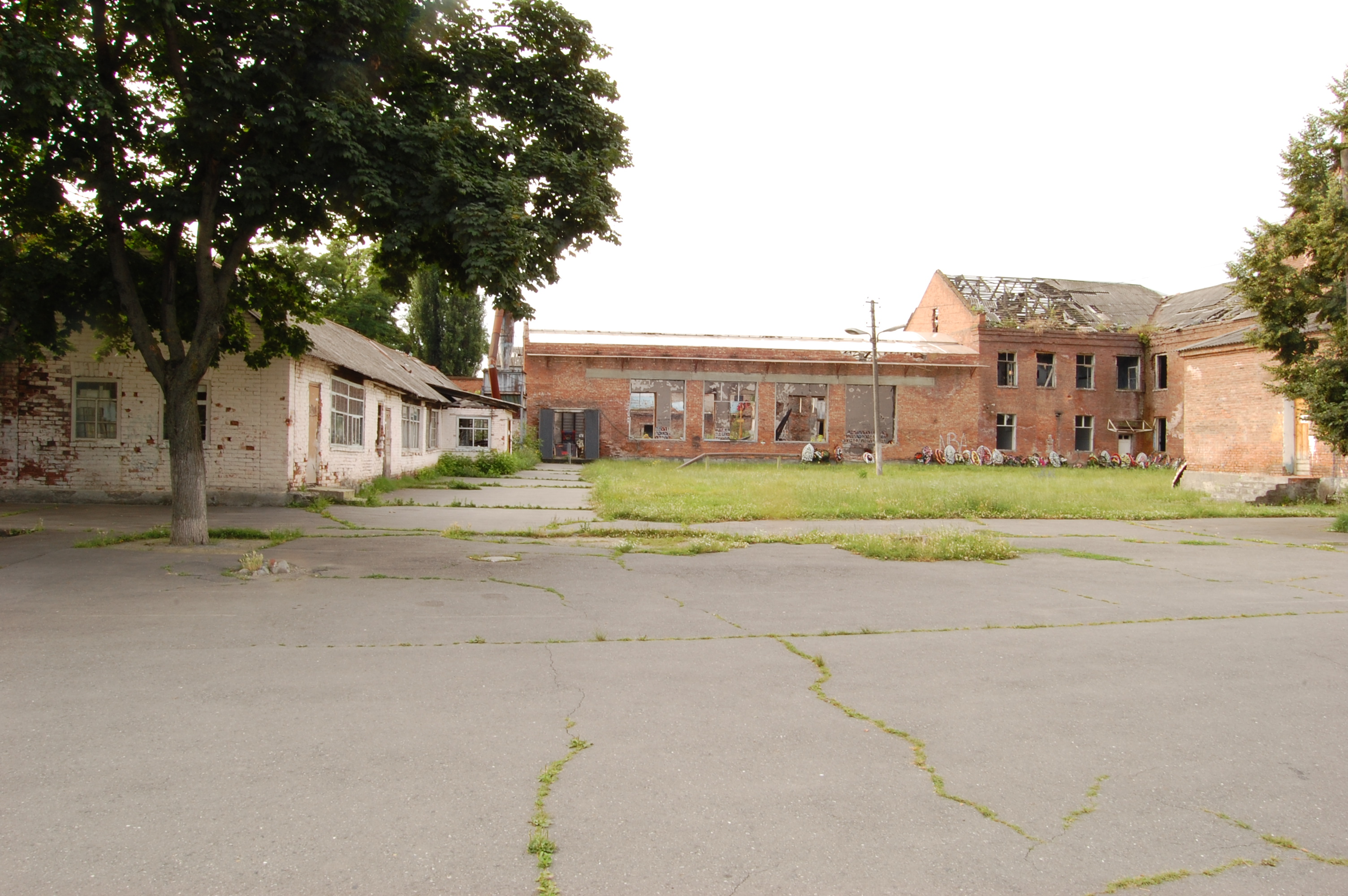
Edificio principal de la escuela número 1 de Beslán.

El consejero presidencial Aslambek Aslajánov declaró más tarde que la causa del tiroteo y del posterior asalto fue una explosión repentina. Uno de los rehenes informó que una de las bombas estaba sujetada precariamente mediante cinta aislante y que se había caído, provocando la explosión.

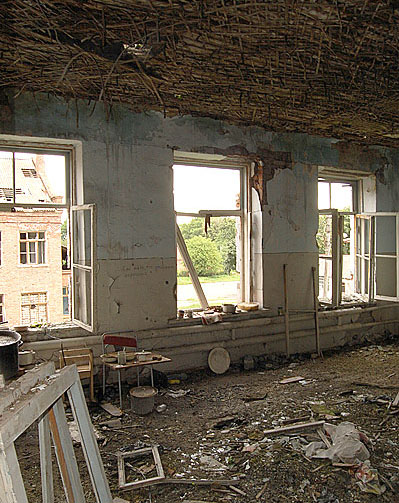
Interior del edificio número 1.

En un relato contradictorio, un trabajador anónimo del Ministerio de Situaciones de Emergencia, dijo que el tiroteo empezó antes de que su camión llegara al punto de recogida. No pudo identificar si el tiroteo lo iniciaron los padres armados de los rehenes o los secuestradores. Los periodistas y el trabajador oyeron crecer el estruendo de las armas automáticas antes de que se produjeran las explosiones.
Estos dos relatos pueden reconcilarse. Ruslán Áushev, un negociador clave durante el asedio, explicó al diario Nóvaya Gazeta que un secuestrador provocó accidentalmente una primera explosión al tropezar con un cable; como consecuencia, civiles armados, algunos de ellos al parecer padres de los rehenes, empezaron a disparar; el tiroteo hizo creer a los secuestradores que el colegio iba a ser asaltado, a pesar de las garantías dadas por los negociadores de lo contrario; entonces supuestamente anunciaron «De acuerdo, se acabó, llegó la hora de hacer estallar las bombas», lo que tuvo como consecuencia que se diera la orden de asaltar el edificio.
Parece ser que en ese momento, las fuerzas especiales rusas activaron su plan de acción inmediato de asaltar el colegio para rescatar a los que quedaron en el interior. Estalló una batalla caótica mientras las fuerzas especiales intentaban entrar en la escuela al tiempo que protegían la huida de los rehenes. La contundencia de la intervención fue enorme; además de las fuerzas especiales, también participó el ejército regular y tropas del Ministerio de Interior, así como helicópteros de combate (varios Mil Mi-24 y Mil Mi-8) y, por lo menos, un tanque. Muchos civiles también se unieron a la batalla portando sus propias armas. Parece muy probable que algunos de los muertos lo fueran a causa del denominado fuego amigo.
Los secuestradores provocaron más explosiones, destruyendo totalmente el gimnasio e incendiando buena parte del edificio, mientras los comandos de las fuerzas especiales perforaban las paredes para permitir la huida a los rehenes. Aproximadamente a las 15:00, dos horas después de que se iniciara el asalto, las tropas rusas declararon que tenían bajo control casi todo el colegio. Sin embargo, la lucha seguía y tres terroristas fueron localizados en el sótano con varios rehenes. Fueron abatidos aunque antes asesinaron a los rehenes.

### 6 y 7 de septiembre
El presidente de Rusia Vladímir Putin ordenó un luto nacional los días 6 y 7 de septiembre. El 7 de septiembre, 135.000 personas se manifestaron contra el terrorismo en la Plaza Roja de Moscú.
El 7 de septiembre, Putin canceló la reunión que iba a tener con el canciller alemán Gerhard Schröder en Hamburgo y en el estado federal de Schleswig-Holstein.

## Filmografía
En 2005 se produjo un documental llamado "Los Niños de Beslán" ("Children of Beslan") dirigido por Ewa Ewart y Leslie Woodhead, que reúne testimonios de los supervivientes de la masacre.
En el 2020 la cadena rusa RT también lanzó un documental llamado "Los sobrevivientes de Beslán" que reunió a víctimas, familiares, y oficiales implicados en la tragedia.

## Sentencia del Tribunal Europeo de Derechos Humanos
El 13 de abril de 2017, el Tribunal Europeo de Derechos Humanos (TEDH) dictó sentencia por la que condenaba a Rusia por no haber hecho lo suficiente para impedir la matanza de Beslán y por la excesiva fuerza letal empleada por los agentes para acabar con el secuestro del centro educativo.
En su sentencia, el tribunal condena al Gobierno ruso a indemnizar con 2,95 millones de euros a las víctimas y sus familiares y establece que el Gobierno ruso falló al no adoptar medidas de prevención para impedir ese ataque, toda vez que las autoridades tenían "suficiente información específica" que indicaba que se planeaba un ataque terrorista contra una institución educativa.

## Homenajes

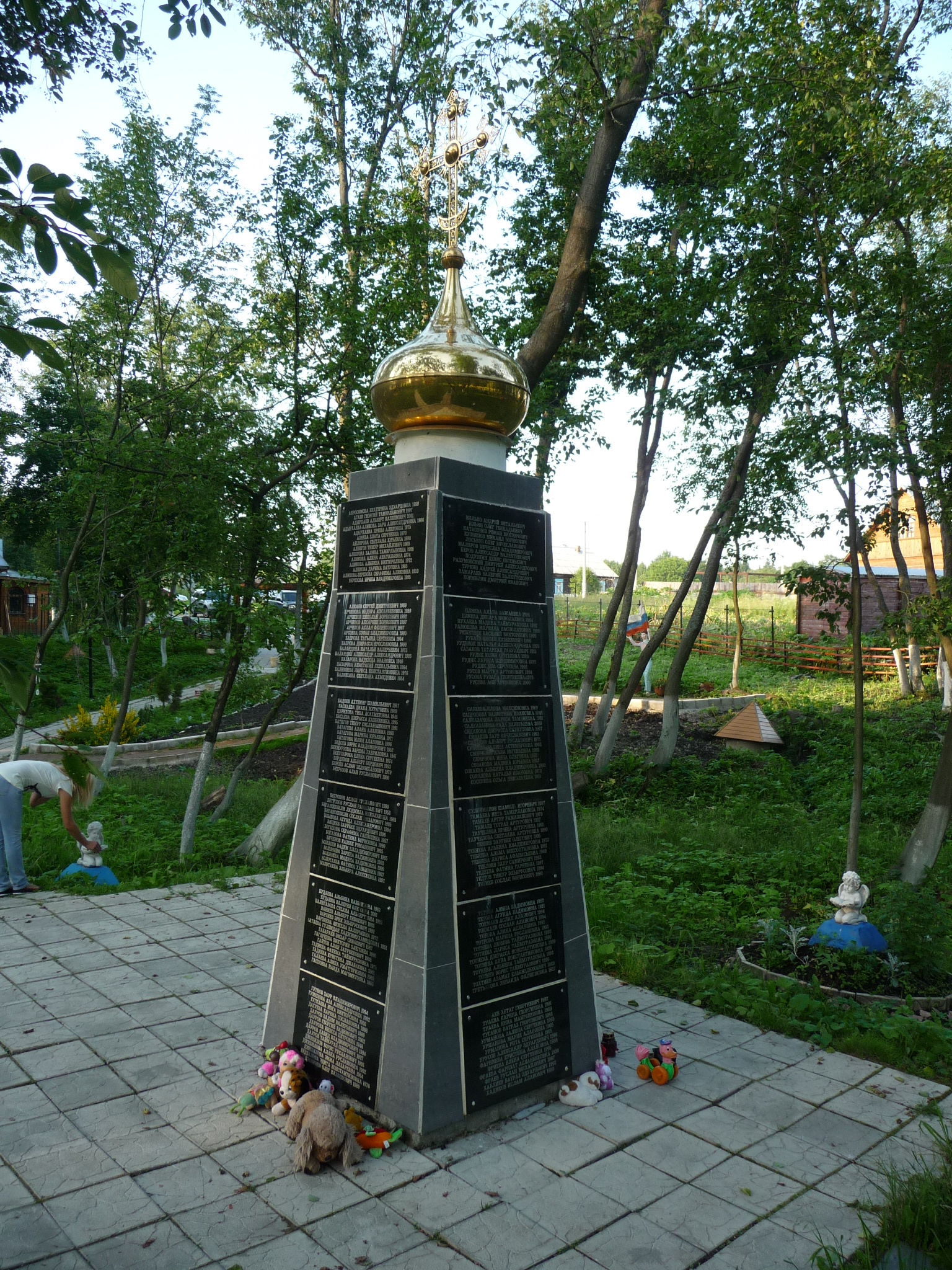
Monumento a la memoria de los caídos en Moscú.
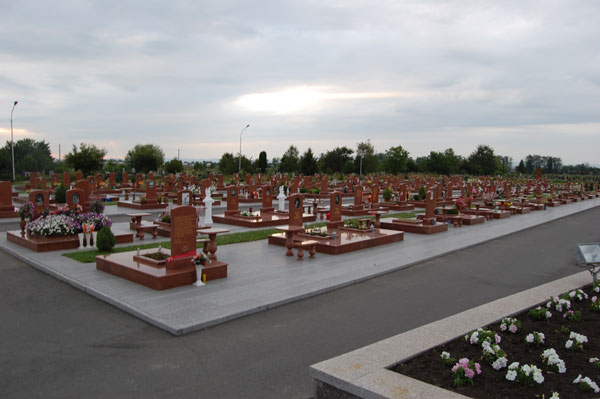
Cementerio donde descansan los fallecidos.

En el 15º aniversario del atentado en la escuela de Beslán, en septiembre de 2019, el periodista y videobloguero ruso Yuri Dud publicó en Youtube el documental Beslán. Recuerda que a los diez días de su estreno había sido visto por casi 14 millones de espectadores. El documental cuenta con subtítulos en tres idiomas, incluido el español.